# Редоміциляція
Редоміциляція (англ. Re-domiciliation) — переведення компанії з однієї офшорної юрисдикції в іншу. Основними умовами такого переведення є схожість законодавчого регулювання діяльності компанії в обох юрисдикціях, а також передбаченість законодавством цих юрисдикцій процедури редоміциляції.
Основні підстави для проведення редоміциляції: зміна законодавства юрисдикції, де зареєстрована офшорна компанія (підвищення вартості обслуговування, необхідність отримання додаткових дозволів/ліцензій, заборона певних видів діяльності, будь-які інші зміни, що негативно впливатимуть на подальшу діяльність компанії або не влаштовуватимуть власників/бенефіціарів)
Політичні ризики — війна, дефолт, застосування санкцій та інші.